# آلکسی تولستوی
آلکسی کانستانتینوویچ تولستوی (به روسی: Толстой, Алексей Константинович) (زادهٔ ۱۸۱۷ - درگذشتهٔ ۱۸۷۵) نمایش‌نامه‌نویس، شاعر و نویسنده اهل روس بود.

## آثار
- ۱۸۶۲ –دون ژوان
- ۱۸۶۶ – مرگ ایوان مخوف. (بخش اول از سه گانه درام تاریخی)
- ۱۸۶۸ – تزار فئودور ایووانویچ. (بخش دوم از سه گانه درام تاریخی)
- ۱۸۷۰ – تزار بوریس . (بخش سوم از سه گانه درام تاریخی)